# المغربة (عبس)

تعديل مصدري - تعديل

المغربة هي إحدى قرى عزلة بني حسن بمديرية عبس التابعة لمحافظة حجة، بلغ تعداد سكانها 119 نسمة حسب تعداد اليمن لعام 2004.